# Jorge Maldonado
Jorge Alberto Maldonado (Buenos Aires, 5 de maio de 1929 — Merlo, 24 de março de 2012) foi um futebolista argentino.

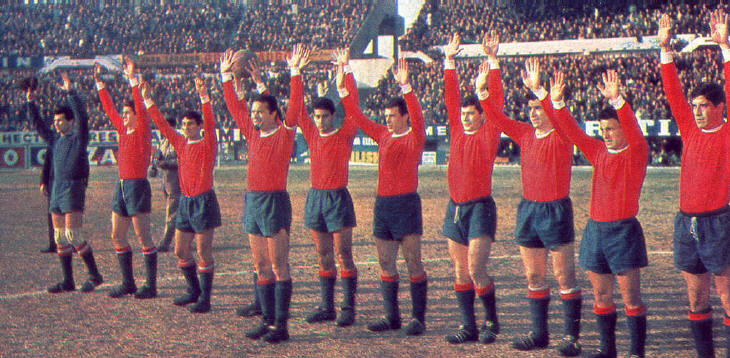
O Independiente reproduzindo o ritual popularizado por Maldonado, à frente dos colegas saudando o público.

Foi um dos maiores ídolos da história do Independiente, onde jogou 178 partidas entre 1956 e 1964. O defensor veio das categorias inferiores do Platense, sendo o primeiro dos futuros campeões da Taça Libertadores da América a se consolidar com a camiseta roja. Seu primeiro título veio na conquista do campeonato argentino de 1960, o primeiro do clube em doze anos, formando sólida defesa com Rubén Navarro, Tomás Rolán, David Acevedo e Alcides Silveira.
Outro título argentino veio em 1963 e, no ano seguinte, o Independiente trouxe a Libertadores pela primeira vez à Argentina sob a liderança de Maldonado, que, como capitão, popularizou um ritual antes e depois dos jogos: se colocar no centro do campo e, à frente dos companheiros, levantar os braços saudando o público.